# Elsa von Blumen

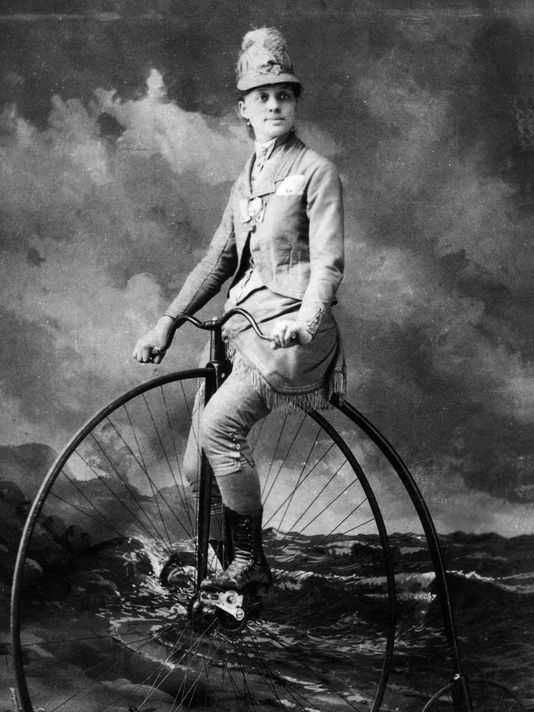
Elsa von Blumen (1880er Jahre)

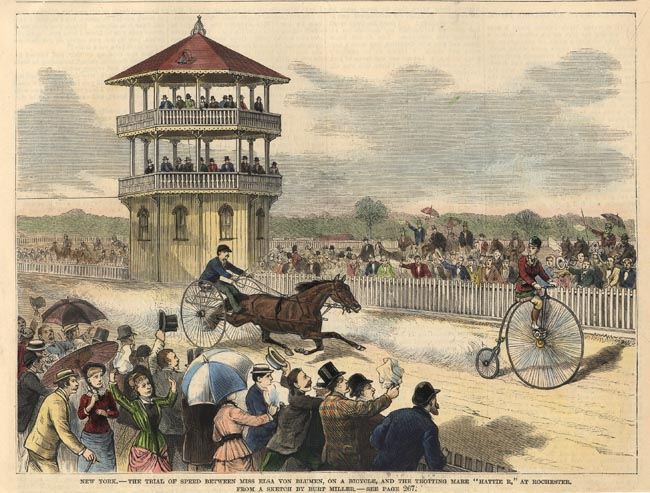
Das Rennen gegen Hattie (1881)

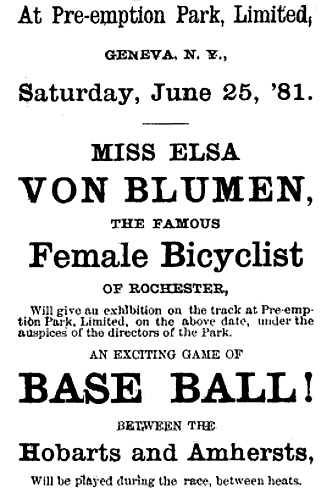
Werbung für einen Auftritt von Elsa von Blumen

Elsa von Blumen (auch Caroline Wilhelmina Kiner, Carrie W. Beardsley oder Caroline W. Roosevelt; * 6. Oktober 1859; † 3. Juni 1935 in Rochester) war eine US-amerikanische Radsportlerin. Sie galt als eine der erfolgreichsten Radrennfahrerinnen ihrer Zeit.

## Biographie
Elsa von Blumen wurde als Caroline Wilhelmina „Carrie“ Kiner geboren. Sie wuchs in Albany und Owego auf. Als Jugendliche litt sie unter dem kalten Klima in Owego und wies erste Anzeichen von Tuberkulose auf. Freunde rieten ihr zu körperlicher Bewegung, woraufhin sie begann, lange Spaziergänge zu machen – nach ihren späteren eigenen Angaben über „Tausende von Kilometern“ –, in Kombination mit leichtem Krafttraining. Ende der 1870er Jahre zog sie mit ihrer Mutter und ihren Schwestern nach Rochester. 1878 nahm sie in Auburn erstmals an einem Gehwettbewerb über 100 Meilen teil, den sie gegen einen Mann gewann. Vor einem Wettbewerb in Albany wurde sie am Bahnhof vom Bürgermeister und einer Kapelle begrüßt. Beim Gehwettbewerb selbst befand sich der Gouverneur des Bundesstaates New York, Lucius Robinson, mit seinem Stab unter den Zuschauern. Robinson schenkte ihr eine kleine Peitsche, die sie später oft bei Wettkämpfen bei sich trug. Bald darauf begann sie mit dem Radsport und trat gegen Männer sowie Frauen an.
1883 lernte Carrie Kiner ihren ersten Ehemann Emery W. Beardsley (1863–1948) kennen, den sie nach kurzer Zeit heiratete. Nach drei Monaten Ehe kehrte sie von einer Reise zurück und fand das Haus von dubiosen Freunden ihres Ehemannes bevölkert, die sie zudem bestohlen hatten. Daraufhin kehrte sie zu ihrer Mutter in deren Haus in Rochester zurück und reichte die Scheidung ein.
Als Elsa von Blumen reiste Carrie Beardsley durch den Nordosten der USA, um bei Rennen auf speziell aufgebauten Bahnen oder Marathon-Fahrten gegen Honorar oder Preise an den Start zu gehen. Ihr Künstlername war vermutlich eine Idee ihres zweiten Ehemanns Will Roosevelt, ein Veteran des Amerikanischen Bürgerkriegs, der als Manager unter dem Namen Bert (Burt) Miller firmierte. Man sagte ihm nach, die Distanzen, die seine Frau fuhr, sehr großzügig zu messen, so dass einige ihrer Rekorde zweifelhaft sind, sprach man doch von der „elastischen“ Miller Mile.
1881 fuhr von Blumen während eines Sechstagerennens in Pittsburgh 1000 Meilen, wobei sie am Ende auf ihrem Rad gestützt werden musste und ihr „Stimulanzien“ verabreicht wurden. Bei einem Frauenrennen in New York warf ihr ein Mann einen Stock in die Speichen, weshalb sie stürzte und nur Zweite wurde. Am 24. Mai 1881 waren rund 2500 Zuschauer Zeugen, wie sie im Driving Park in Rochester bei einem Rennen auf einem Hochrad gegen die Traber-Stute Hattie vor einem Sulky antrat, was landesweit Aufsehen erregte. Sie gewann diesen Wettstreit über 1,5 Meilen mit zwei von drei Läufen, allerdings mit einer Vorgabe von einer halben Meile. Vom 31. Dezember 1885 auf den 1. Januar 1886 fuhr sie im New York State Arsenal erfolgreich ein Rennen gegen eine Zweiermannschaft aus Männern. Die Einnahmen waren für die Erstellung des Soldiers’ and Sailors’ Monument in New York gedacht. Die beiden Männer – WM.E. Williams und L.F. Featherley – wechselten sich jeweils nach einer Meile ab, Elsa von Blumen fuhr allein und legte in 51 Stunden 367 Meilen zurück.
Elsa von Blumen bestritt ihre Rennen auf einem für sie maßgefertigen Columbia High Wheeler mit speziellen Pedalen für ihre kleinen Füße. Bei den Rennen trug sie ein full riding costume, was im Klartext „Hosen“ nach Männerart bedeutete und nicht die damals für Frauen als schicklich angesehenen Pumphosen. Sie galt neben Louise Armaindo als die erfolgreichste Radsportlerin ihrer Zeit; die beiden Sportlerinnen traten auch gegeneinander an.
Elsa von Blumen selbst sah sich nicht nur allein als Athletin, sondern war sich ihrer Vorbildfunktion für Mädchen und junge Frauen in den Anfängen der Frauenbewegung bewusst. So schrieb sie 1885 in dem Rennprogramm des Charity-Rennen für den Soldaten-Fonds ein Grußwort an „meine Freunde und die Öffentlichkeit“: „[…] I feel that I am not only offering the most novel and fascinating entertainment now before the people, but am demonstrating the great need on the part of American young ladies, especially, the need of physical culture and bodily exercise. Success in life depends as much upon a vigorous and healthy body as upon a clear and active mind.“ („Ich glaube, dass ich den Leuten nicht nur die neuartigste und faszinierendste Unterhaltung präsentiere, sondern die Notwendigkeit von Körperkultur und Sport, ganz besonders für junge amerikanische Damen. Erfolg im Leben beruht ebenso auf einem kräftigen und gesunden Körper wie auf einem klaren und aktiven Verstand.“)
Als das Hochrad gegen Ende der 1880er Jahre zunehmend aus der Mode kam und schließlich vom Niederrad abgelöst wurde, beendete Elsa von Blumen ihre Radsportlaufbahn. Nach dem Tod ihres zweiten Mannes Will Roosevelt wurde sie die Ehefrau von dessen Bruder Isaac, ebenfalls ein Kriegsveteran. Die Brüder waren entfernt mit Präsident Theodore Roosevelt verwandt. 1912 starb ihr dritter Ehemann. Caroline W. Roosevelt war bis zu ihrem Tod im Jahre 1935 agil und starb in ihrem Heim. Sie hinterließ eine Tochter. Sie liegt auf dem Riverside Cemetery in Rochester begraben.